# Biblioteca Virtual de Polígrafos
La Biblioteca Virtual de Polígrafos es una biblioteca digital que reúne la obra digitalizada de pensadores (polígrafos) españoles, hispanoamericanos, portugueses y brasileños en la Web.

## Evolución

### 1999-2005
La Biblioteca Virtual de Polígrafos surge en 1999, en el marco del proyecto Bibliotecas Virtuales FHL, por iniciativa de Ignacio Hernando de Larramendi, siendo su director y responsable Xavier Agenjo. Nació con el objetivo de difundir, por los medios digitales disponibles en ese momento, la obra de pensadores españoles, portugueses, brasileños e hispanoamericanos de cualquier época. Por este motivo, la digitalización o la edición digital de las obras a texto completo se establecieron como sustento del proyecto.

Es esencial en el conjunto del proyecto el tratamiento técnico de los temas a digitalizar, lo que no sería posible sin la aplicación de nuevas tecnologías...(Ignacio Hernando de Larramendi)

Ignacio Hernando de Larramendi estaba muy interesado en que la Biblioteca Virtual de Polígrafos tuviera la mayor amplitud posible, para lo que fueron creadas distintas colecciones.
Destacó en este periodo la publicación, en 1999, de Menéndez Pelayo digital, que recogía la edición digital a texto completo, codificado en HTML, de la obra completa de este autor, su epistolario y bibliografía. Este disco inició la colección Biblioteca Virtual Menéndez Pelayo de Polígrafos Españoles, en la que se publicaron, en colaboración con distintas instituciones, las obras digitalizadas de Gregorio Mayans y Siscar y Juan Valera, y la recopilación Retóricas españolas del siglo XVI escritas en latín. Por su parte, la obra digitalizada de Andrés Bello inició la colección Biblioteca Virtual Andrés Bello de Polígrafos Hispanoamericanos, donde también se publicó a Alfonso Reyes.

### Desde 2006
La aportaciones más importantes de este periodo son la publicación en el sitio web de la Biblioteca Virtual de Menéndez Pelayo, a partir de la edición en CD-ROM de Menéndez Pelayo Digital de 2009, la combinación de la normativa bibliotecaria tradicional, basada en el Formato MARC21 y los RDA, con la normativa y tecnología de los Datos enlazados, según una metodología específica, y la reestructuración del sitio web de la Biblioteca Virtual de Polígrafos para adoptar estos cambios.

## Proyecto bibliográfico

### Polígrafos
La influencia de Marcelino Menéndez Pelayo fue determinante en la definición de las características bibliográficas de la Biblioteca Virtual de Polígrafos. Sus creadores, Ignacio Hernando de Larramendi y Xavier Agenjo coincidieron en la necesidad de formar una biblioteca de autores hispánicos, de forma análoga a como Menéndez Pelayo formó su propia biblioteca en Santander, entre otros motivos, para apoyar en una amplísima bibliografía su postura en la polémica de la ciencia española.
El término 'polígrafo' se toma de Marcelino Menéndez Pelayo y se refiere a aquellos autores de raíz española y portuguesa, cuyas obras, por su calidad, extensión temática y diversidad, han tenido una gran importancia en la historia del pensamiento y la filosofía.
La selección de los polígrafos está basada en las siguientes obras:
- Menéndez Pelayo, Marcelino (2009). Inventario bibliográfico de la ciencia española. «La ciencia española». Biblioteca Virtual de Menéndez Pelayo (Madrid: Fundación Ignacio Larramendi). Consultado el 1 de mayo de 2018.
- Bonilla y San Martín, Adolfo (1908). Historia de la filosofía española: (desde los tiempos primitivos hasta el siglo XII). Biblioteca de Derecho y Ciencias Sociales ; 42. Madrid: Librería General de Victoriano Suárez. Consultado el 1 de mayo de 2018. (enlace roto disponible en Internet Archive; véase el historial, la primera versión y la última).
- Bonilla y San Martín, Adolfo (1911). Historia de la filosofía española : (siglos VIII-XII: judios). Biblioteca de Derecho y Ciencias Sociales ; 57. Madrid: Librería General de Victoriano Suárez. Consultado el 1 de mayo de 2018. (enlace roto disponible en Internet Archive; véase el historial, la primera versión y la última).
- Carreras y Artau, Tomás; Carreras y Artau, Joaquín (1939). Historia de la Filosofia Española: Filosofia Cristiana de los siglos XIII al XV. Madrid: Asociación Española para el Progreso de las Ciencias.
- Solana, Marcial (1940-1941). Historia de la filosofía española: época del renacimiento (siglo XVI). Madrid: Asociación Española para el Progreso de las Ciencias.
- Cruz Hernández, Miguel (1996). Historia del pensamiento en el mundo islámico. Alianza Universidad Textos; 156-158. Madrid: Alianza Editorial. ISBN 84-206-4298-3.
- Abellán, José Luis (1992-1993). Historia crítica del pensamiento español. Barcelona: Círculo de Lectores. ISBN 84-226-4151-8.
- Abellán, José Luis; Martínez Gómez, Luis (1977).  Universidad Nacional de Educación a Distancia, ed. El pensamiento español de Séneca a Zubiri. Biblioteca de Educación Permanente. Serie Aula Abierta. Madrid. ISBN 84-362-1034-4.

La nómina de los polígrafos está formada por cerca de 900 autores

### Poligrafistas
Otro de los objetivos bibliográficos del proyecto es que las obras de los polígrafos seleccionados se acompañen de todo tipo de recopilaciones y análisis complementarios: epistolarios, bibliografías, estudios, biografías y bibliografías. La Biblioteca Virtual de Polígrafos recoge estos documentos de distintas fuentes, pero también encarga a especialistas en la materia (poligrafistas) la elaboración de estudios, biografías, bibliografías y cronologías. Estos estudios se publican en el sitio web de la Biblioteca Virtual de Polígrafos en distintos formatos: en PDF, en EPUB, en MOBI.
Desde el año 2016 todas las publicaciones encargadas por la Fundación Ignacio Larramendi a los distintos poligrafistas para este fin se les asigna un Identificador de objeto digital (DOI).

## Bibliotecas temáticas
La Biblioteca Virtual de Polígrafos puede consultarse como un todo, pero también está organizada en bibliotecas temáticas o de autor a las que se puede acceder separadamente:
- «Biblioteca Virtual Ignacio Hernando de Larramendi». Consultado el 2 de mayo de 2018.
- «Biblioteca Virtual Menéndez Pelayo». Consultado el 2 de mayo de 2018.
- «Biblioteca Virtual de Viajes Científicos Ilustrados». Consultado el 2 de mayo de 2018.
- «Cervantes, maestro universal». Consultado el 2 de mayo de 2018.
- «Biblioteca Virtual Francisco Sánchez». Consultado el 2 de mayo de 2018.
- «Biblioteca Virtual de la Escuela de Salamanca». Consultado el 2 de mayo de 2018.
- «Biblioteca Virtual de la Ciencia y la Técnica en la empresa Americana». Consultado el 2 de mayo de 2018.
- «Biblioteca Virtual de la Antigua Escuela de Traductores de Toledo». Consultado el 2 de mayo de 2018.
- «Biblioteca Virtual de Escritores Visigóticos y Mozárabes». Consultado el 2 de mayo de 2018.
- «Comentaristas de Aristóteles». Consultado el 2 de mayo de 2018.